# Walkout
É o ato no qual as pessoas deixam espontaneamente  e em coletividade um ambiente de trabalho, escola e etc., como forma de manifestação. Esta coletividade não é necessariamente a totalidade do grupo. Não se confunde com as greves. Estas são previamente votadas e avisadas a todos, inclusive os empregadores. Um walkout (boicote) ocorre espontaneamente.